# Jimmy DeGrasso
Jimmy DeGrasso er en amerikansk trommeslager, født 16. marts 1963 i Bethlehem, Pennsylvania. Han afløste Nick Menza som trommeslager i Megadeth.